# Leonida Frascarelli
Leonida Frascarelli (Roma, 21 febbraio 1906 – Roma, 18 giugno 1991) è stato un ciclista su strada italiano, professionista dal 1925 al 1934.

## Carriera
Ottenne diversi successi di buona caratura, fra i quali 2 volte il Giro di Campania (1926 e 1929), un Giro dell'Umbria ed un Giro di Toscana. Gregario di lusso, fu particolarmente abile per il servizio dato alla squadra nei mondiali 1929.
Il 1929 fu anche il suo anno migliore, fu secondo nella Milano-Sanremo e terzo al Giro d'Italia, fu anche terzo nel Giro della Provincia di Reggio Calabria nel 1928 e vinse due tappe al Giro d'Italia nel 1930.

## Palmarès
- 1926 (Legnano, una vittoria)

Giro di Campania
- 1928 (Legnano, due vittore)

Coppa Auricchio
Giro dell'Umbria
- 1929 (Ideor, quattro vittorie)

1ª tappa Giro di Campania (Napoli > Salerno)
2ª tappa Giro di Campania (Salerno > Avellino)
Classifica generale Giro di Campania
Giro di Toscana
- 1930 (Legnano, due vittorie)

2ª tappa Giro d'Italia (Catania > Palermo)
14ª tappa Giro d'Italia (Asiago > Brescia)

## Piazzamenti

### Grandi Giri
- Giro d'Italia

1929: 3º
1930: 18º
- Tour de France

1930: ritirato (7ª tappa)

### Classiche monumento
- Milano-Sanremo

1929: 2º
1931: 6º
1932: 4º
- Giro di Lombardia

1925: 25º
1928: 6º

### Competizioni mondiali
- Campionati del mondo

Zurigo 1929 - In linea Professionisti: 5º